# Florian Theiler

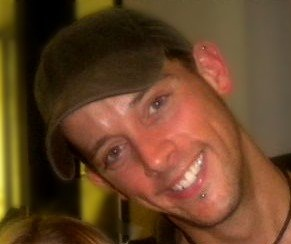
Florian Theiler

Florian Theiler (* 3. Juli 1980 in Unna) ist ein deutscher Tänzer, Sänger (Tenor) und Musicaldarsteller.

## Leben
Theiler wuchs im Ruhrgebiet auf, ehe er 2001 zum Studium an die German Musical Academy in Osnabrück wechselte.
Mit dem Diplom als Staatlich anerkannter Bühnen- und Musicaldarsteller schloss er im August 2004 sein dortiges Studium (Gesang, Tanz und Schauspiel) ab. Bereits während seiner Ausbildung war er in verschiedenen Inszenierungen auf der Bühne, u. a. an den Städtischen Bühnen Osnabrück und im Aalto-Theater Essen.
Florian Theiler ist seither Tanzsolist des Deutschen Showballett Berlin, u. a. in der ZDF-Samstagabendshow Willkommen bei Carmen Nebel. Für das ZDF ist er Studiosänger, er wirkte als Tänzer und Mitglied des Teams der Hans Klok Show im deutschen Fernsehen mit. Für das Tanzprojekt BOUNDLESS entwarf Theiler die Choreografie.
Bei Fashionshows zeigte er sich auch als Model. Er ist siebenfacher Deutscher Meister in der Sportakrobatik.

## Theater (Auswahl)
- 2002: Theatersaal Osnabrück – Into the Woods (Rolle: Der böse Wolf)
- 2002–2003: Städtische Bühnen Münster – Jesus Christ Superstar (Rolle: Apostel Thaddäus) & Cabaret (Rolle: Kit-Kat Boy, Matrose)
- 2003–2004: Städtische Bühnen Osnabrück – West Side Story (Rolle: Snowboy)
- 2004: Freilichtbühne Tecklenburg – Dracula (Rolle: u. a. Ritter und Vampir) & Die Schöne und das Biest (Rolle: die Uhr)
- 2004–2005: Städtische Bühnen Osnabrück – West Side Story (Rolle: Snowboy)
- 2004–2005: Aalto-Theater Essen – Kiss Me, Kate (Rolle: Hortensio und Gremio)
- 2006: Stage Entertainment Tour – Cats (Rolle: Skimbleshanks, Alonzo, Tumblebrutus und Plato/Macavity)
- 2006: Freilichtbühne Tecklenburg – Les Misérables (Rolle: Grantaire, Bamatabois und Brujon)
- 2006–2008: Theater des Westens Berlin – Tanz der Vampire (Regie: Roman Polański; Rolle: u. a. Cross Swing / Rote-Stiefel-Tanzsolist)
- 2008–2009: Etablissement Ronacher Wien – The Producers (Rolle: Akrobat, Sabou & Cover Carmen Ghia)
- 2009: Admiralspalast Berlin – The Producers (Rolle: Akrobat und Sabou & Cover Carmen Ghia)
- 2009: Freilichtbühne Tecklenburg – Aida (Musical)
- 2009–2011: Ronacher Theater Wien – Tanz der Vampire (Rolle: u. a. Cover Herbert und Tanzsolist)
- 2011: Ronacher Theater Wien – Jesus Christ Superstar in Concert Musical (Rolle: Ensemble)
- 2011–2012: Apollo Theater Stuttgart – Ich war noch niemals in New York (Rolle: Swing, Cover Costa)
- 2012–2013: Metronom Theater Oberhausen – Ich war noch niemals in New York (Ensemble, Cover Fred, Cover Costa)